# Walter Henry Zinn
Walter Henry Zinn (Kitchener, 10 de dezembro de 1906 — Clearwater (Flórida), 14 de fevereiro de 2000) foi um físico nuclear estadunidense nascido no Canadá.
Trabalhou no Laboratório de Metalurgia da Universidade de Chicago.

## Vida e obra
Zinn trabalhou no Projeto Manhattan, sendo creditado a ele o início da primeira reação nuclear auto sustentada, retirando um bastão de controle do primeiro reator nuclear construído, em 2 de dezembro de 1942, na Universidade de Chicago.
Nascido no Canadá, Zinn graduou-se em matemática na Universidade de Queen, em 1934, com doutorado em física nuclear na Universidade Columbia
Após trabalhar no Projeto Manhattan, foi diretor do Argonne National Laboratory, de 1946 a 1956. Desenvolveu e construiu diversos projetos de novos reatores, incluindo o Experimental Breeder Reactor I - o primeiro reator nuclear a produzir energia elétrica, em 20 de dezembro de 1951.
Em 1955 Zinn foi eleito o primeiro presidente da American Nuclear Society (ANS).
Zinn recebeu diversos prêmios, incluindo um elogio especial da United States Atomic Energy Commission (1956), o Prêmio Átomos pela Paz (1960), o Prêmio Enrico Fermi (1969) e a Medalha Elliott Cresson (1970).

## Prêmio Walter H. Zinn
A American Nuclear Society (ANS), Divisão de Operações e Potência, concede anualmente o "Prêmio Walter H. Zinn" em reconhecimento a um indivíduo "por uma contribuição notável e sustentável à industria de geração nuclear que não foi amplamente reconhecido." Este prêmio foi criado em 1976.